# خط سرینی پشتی
خط سرینی پشتی یا خط گلوتئال خلفی (به انگلیسی: Posterior gluteal line) کوتاه‌ترین خط از سه خط سرینی (گلوتئال) است که از ستیغ تهیگاهی شروع می‌شود. این خط حدود ۵ سانتی‌متر درازا دارد و در روبه‌روی اندام خلفی آن، در ابتدا به طور واضح مشخص شده است، اما با گذر از پایین به بخش فوقانی شیار سیاتیک بزرگ، جایی که به پایان می‌رسد، کمتر مشخص است و تقریباً محو می‌شود.
پشت این خط، یک سطح نیمه باریک نیمه قرار دارد که بخش فوقانی آن ناهموار است و به بخشی از ماهیچه سرینی بزرگ منشأ می‌دهد. بخش پایین صاف است و فیبرهای ماهیچه‌ای به آن متصل نیست.